# Cathédrale du Très-Saint-Sacrement de Détroit
Cette  cathédrale n’est pas la seule cathédrale du Saint-Sacrement.
La cathédrale du Très-Saint-Sacrement est une cathédrale catholique de Détroit, Michigan. Elle est le siège de l'archidiocèse de Détroit. 
La cathédrale se trouve au 9844, avenue Woodward, à l'angle du boulevard de Boston. Elle est inscrite au Registre national des lieux historiques depuis 1982.

## Histoire

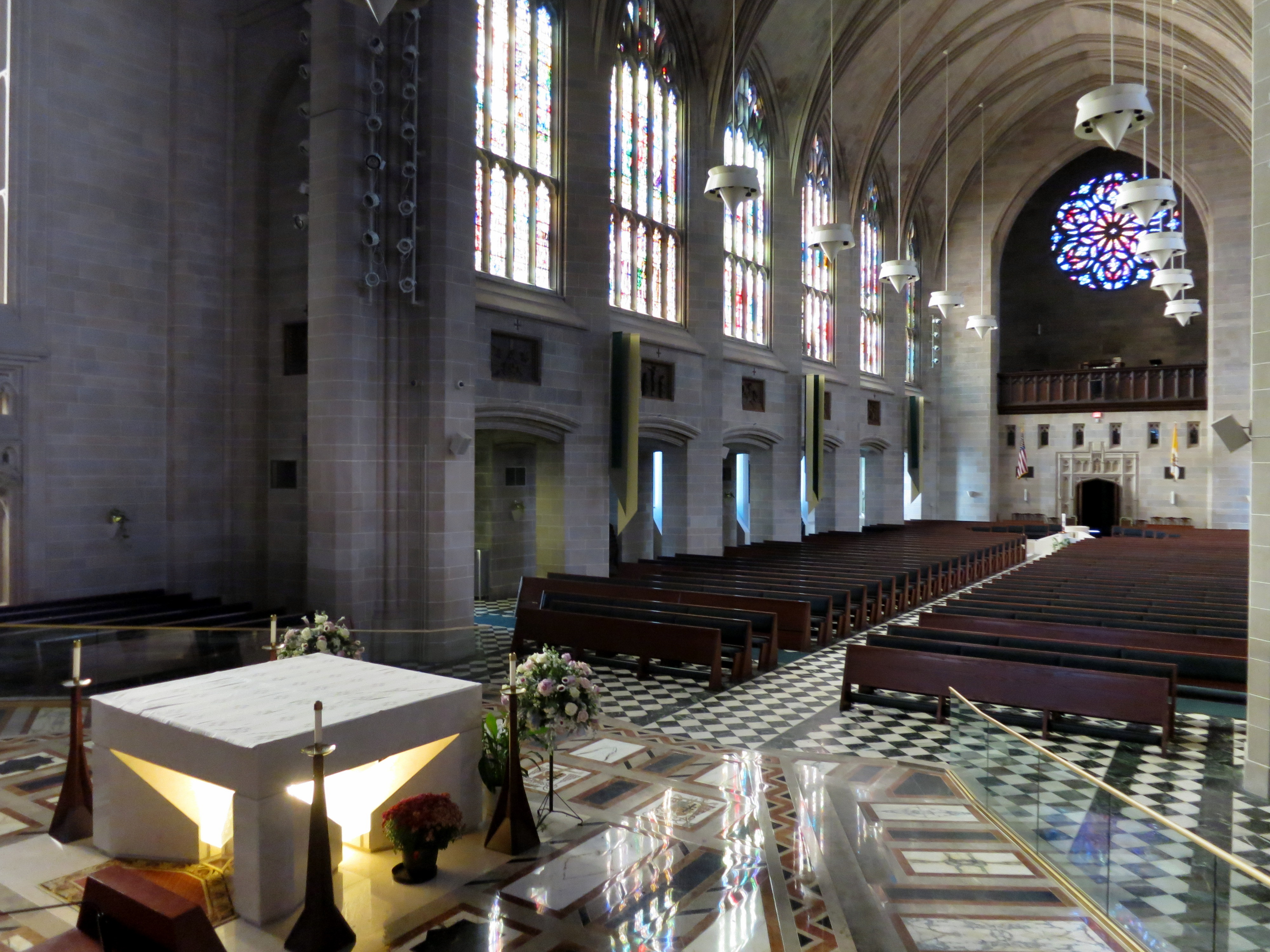
L'intérieur.

La paroisse du Saint-Sacrement a été créée en 1905 pour servir le culte catholique dans ce qui était alors les limites de la ville du nord. La paroisse a été initialement aux prises avec des problèmes financiers. La construction de l'église a commencé en 1913, mais plutôt lentement. L'intérieur a été terminé en 1930. Le diocèse a été élevé au rang d'archidiocèse en 1938. Cependant, l'extérieur n'a été achevé qu'en 1951, coïncidant ainsi avec le 250e anniversaire de la fondation de Détroit. Sa consécration le 17 novembre a été retransmise à la télévision en direct.

## Architecture
L'architecte de la cathédrale, Henry A. Walsh (originaire de Cleveland), a conçu la cathédrale, dans un style gothique normand. En raison de la durée de la construction, Walsh a été incapable de voir le projet à terme, et George Diehl a été choisi pour lui succéder à la construction des tours en 1950. L'extérieur du bâtiment est fait de pierre calcaire de l'Indiana et l'Ohio et de grès.

## La visite papale de 1987
La visite aux États-Unis du pape Jean-Paul II était initialement prévue pour inclure des zones seulement dans les parties sud et ouest du pays. L'archevêque de Détroit, Mgr Edmund Szoka, a fait campagne pour qu'il visite la région de Détroit. Il en a fait une demande directe au Pape lors d'une visite à la Cité du Vatican. 
Le pape est arrivé à Détroit le 18 septembre 1987, et a pris la parole devant une foule nombreuse. Lors de ce séjour, il a visité la cathédrale et a séjourné à la résidence de l'archevêque.

## Source
- (en) Cet article est partiellement ou en totalité issu de l’article de Wikipédia en anglais intitulé « Cathedral of the Most Blessed Sacrament » (voir la liste des auteurs).